# ورقة نقدية تذكارية

ورقة نقدية تذكارية تظهر صور ستة من قادة حرب استقلال الجزائر

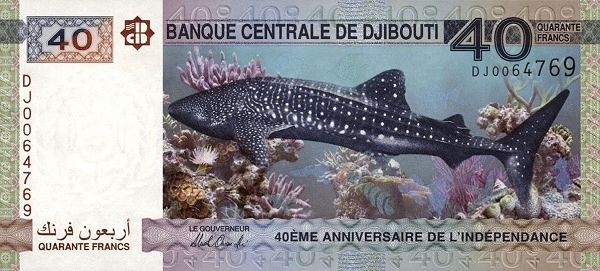
ورقة نقدية تذكارية صادرة من دولة جيبوتي لمناسبة الذكرى الأربعين لاستقلال جيبوتي

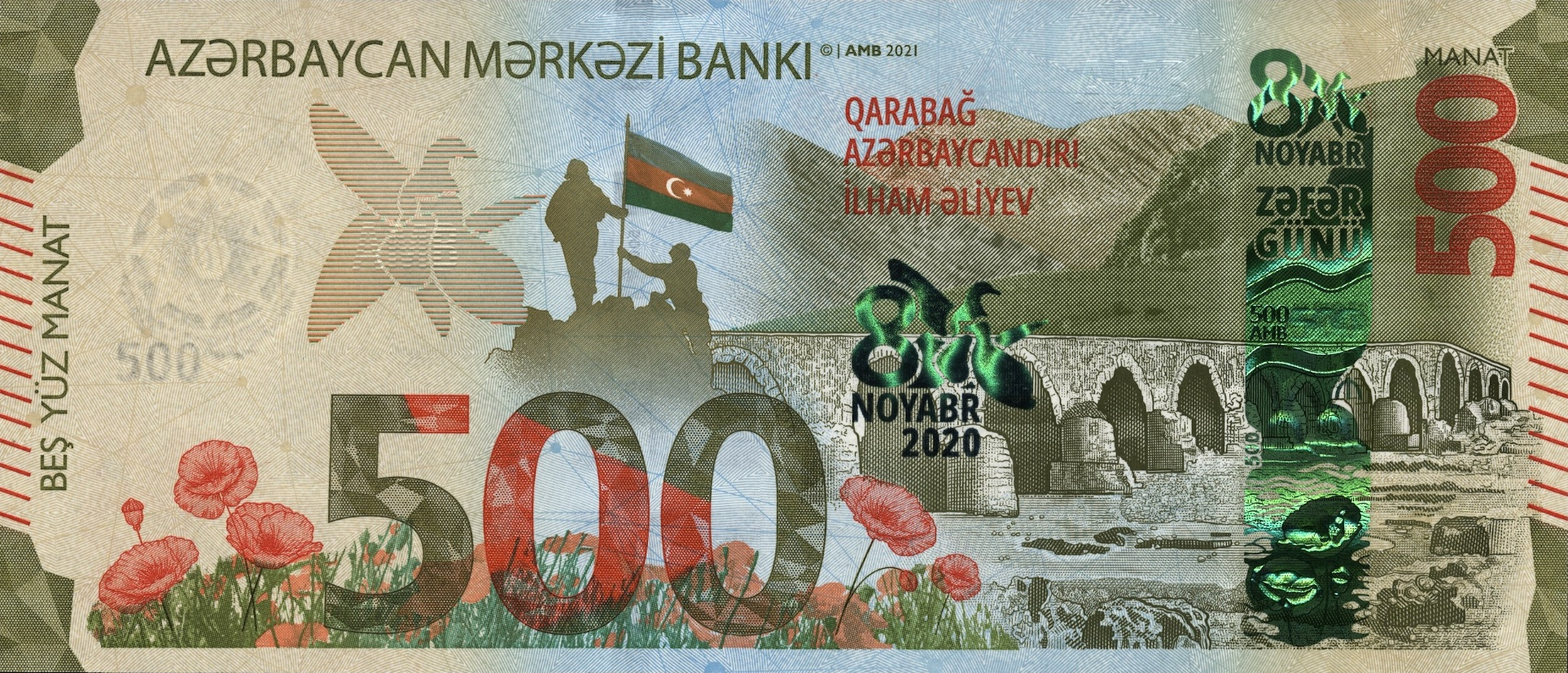
ورقة نقدية تذكارية صادرة من أذربيجان

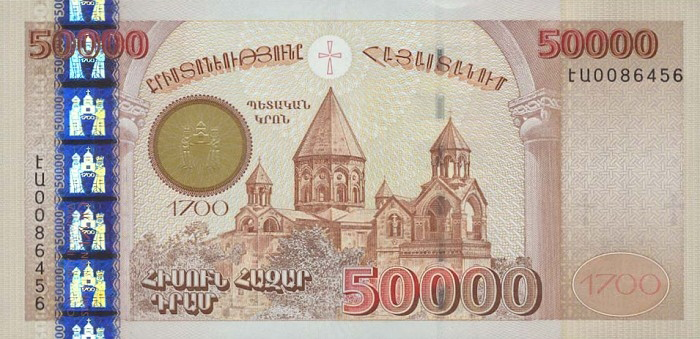
ورقة نقدية تذكارية صادرة من أرمينيا

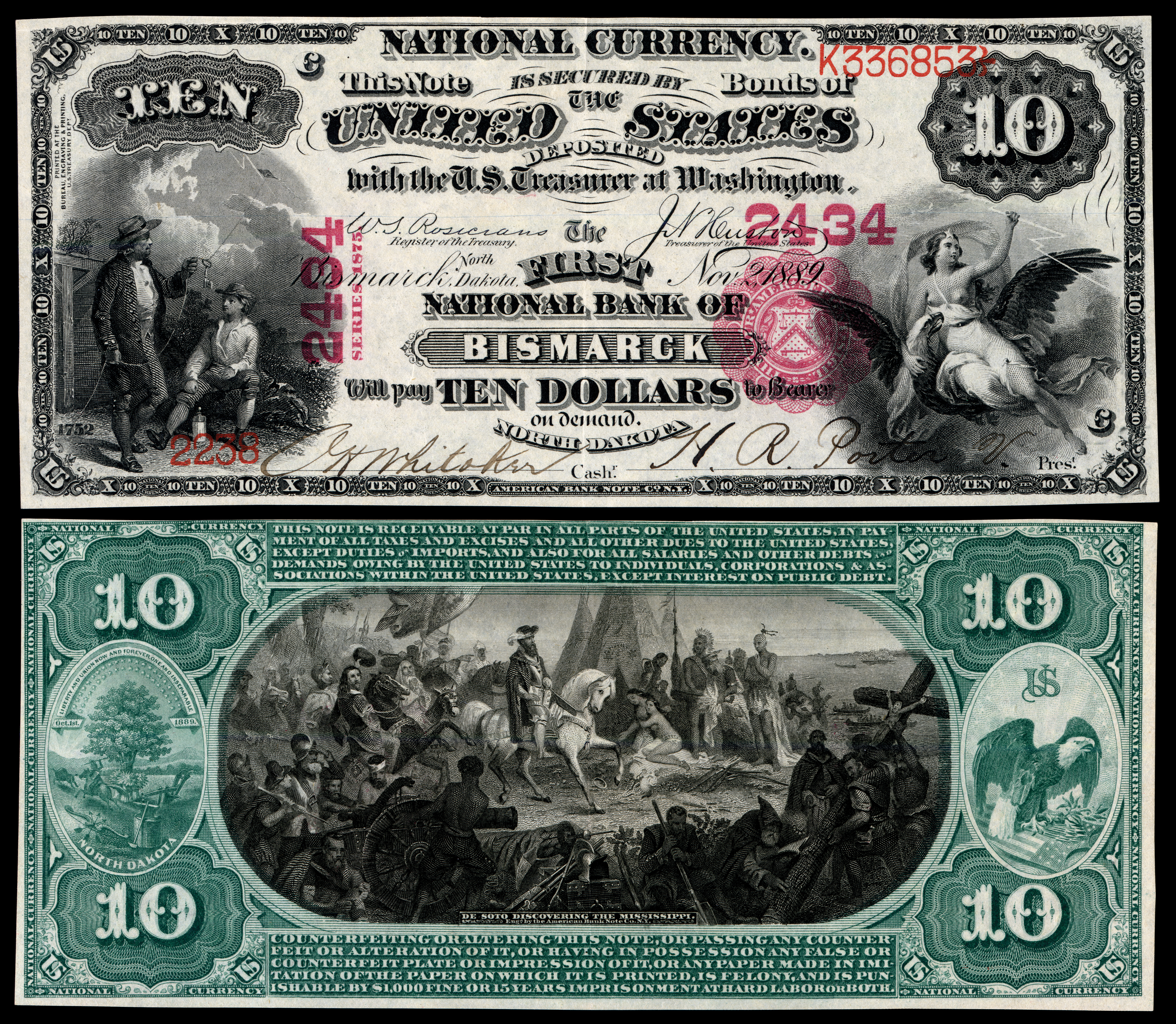
ورقة نقدية من عام 1875

الورقة النقدية التذكارية هي ورقة نقدية قانونية تصدرها إحدى البنوك المركزية للاحتفال بحدث خاص أو تخليداً لذكرى شخص ما. وتميل هذه الأوراق النقدية إلى أن تكون ذات سمات خاصة في التصميم والبنية والتكوين. وقد يكون إنتاجها محدوداً من حيث عدد المطبوعات. ولا تصدر جميع البلدان أوراقاً نقدية تذكارية. وتشمل هذه الأوراق النقدية مجموعة من الأوراق التي صدرت من عدة دول ومنها:

## البلاد العربية
الدول العربية التي أصدرت أوراقا نقدية تذكارية:
- الإمارات العربية المتحدة
- الجزائر
- جيبوتي
- المملكة العربية السعودية
- السودان
- جمهورية أرض الصومال
- العراق
- سلطنة عمان
- قطر
- الكويت
- لبنان
- ليبيا
- المغرب
- موريتانيا

## قارة أفريقيا
الدول الإفريقية التي أصدرت أوراقا نقدية تذكارية:
- إسواتيني
- أوغندا
- بوروندي
- جنوب إفريقيا
- زامبيا
- السيشل
- غامبيا
- غانا
- غينيا
- جمهورية الكونغو الديمقراطية
- كينيا
- ليسوتو
- مالاوي
- مدغشقر
- ناميبيا
- نيجيريا

## الأمريكتان
دول الأمريكتين التي أصدرت أوراقا نقدية تذكارية:
- الأرجنتين
- الأوروغواي
- باراغواي
- باربادوس
- البرازيل
- برمودا
- بليز
- جزر البهاما
- ترينيداد وتوباغو
- جامايكا
- جمهورية الدومينيكان
- السلفادور
- سورينام
- غواتيمالا
- غويانا
- فنزويلا
- جزر فوكلاند
- جزر كايمان
- كندا
- كوبا
- كوستاريكا
- كولومبيا
- المكسيك
- نيكاراغوا
- هندوراس
- هايتي
- مجموعة دول شرق الكاريبي

## قارة آسيا
الدول الآسيوية التي أصدرت أوراقا نقدية تذكارية:
- أبخازيا
- أذربيجان
- أرتساخ
- أرمينيا
- إسرائيل
- إندونيسيا
- إيران
- الباكستان
- بروناي
- بنغلاديش
- بوتان
- تايلند
- تايوان
- تركمانستان
- سريلانكا
- سنغافورة
- الصين
- الفلبين
- فيتنام
- قرغيزستان
- كازاخستان
- كمبوديا
- كوريا الجنوبية
- كوريا الشمالية
- لاوس
- ماكاو
- المالديف
- ماليزيا
- منغوليا
- النيبال
- الهند
- هونغ كونغ
- اليابان

## قارة أوروبا
الدول الأوروبية التي أصدرت أوراقا نقدية تذكارية:
- إسبانيا
- إستونيا
- ألمانيا
- أوكرانيا
- بلغاريا
- بولندا
- ترانسنيستريا
- التشيك
- روسيا البيضاء
- روسيا
- رومانيا
- سلوفاكيا
- سلوفينيا
- السويد
- كرواتيا
- ليتوانيا
- مالطا
- مقدونيا الشمالية
- مولدوفا
- هنغاريا (المجر)
- المملكة المتحدة
  - إنجلترا
  - إسكتلندا
  - إيرلندا الشمالية
  - جبل طارق
  - جزيرة الرجل
  - جيرزي
  - غيرنزي

## أوقيانوسيا
دول قارة أوقيانوسيا التي أصدرت أوراقا نقدية تذكارية:
- أستراليا
- بابوا غينيا الجديدة
- تونغا
- ساموا
- جزر سليمان
- فانواتو
- فيجي
- جزر كوك
- نيوزيلندا